# Еусебіу
Еусе́біу (уроджений Еусебіу да Сільва Феррейра, порт. Eusébio da Silva Ferreira; 25 січня 1942, Лоренсу-Маркеш, Мозамбік — 5 січня 2014, Лісабон) — видатний португальський футболіст мозамбіцького походження. Більшість кар'єри провів у лісабонській «Бенфіці», забивши понад 300 голів, що є клубним рекордом.
Лауреат «Золотого м'яча» 1965 року, бронзовий призер і найкращий бомбардир чемпіонату світу 1966 року. Другий найкращий бомбардир збірної Португалії всіх часів — 41 гол у 64 поєдинках. Увійшов до десятки найкращих футболістів XX століття за версією IFFHS. Лауреат Ювілейної нагороди УЄФА як найвидатніший португальський футболіст 50-річчя (1954—2003).

## Кар'єра

### «Бенфіка»
Першим клубом нападника був «Спортінг» (Лоренсу-Маркеш), але після прибуття до метрополії він почав виступати не за «Спортінг» (Лісабон), а за «Бенфіку» (Лісабон). Став одним із перших футболістів з Африки, який здобув всесвітню популярність.
У 1962 році допоміг «Бенфіці» виграти Кубок європейських чемпіонів, забивши у фіналі 2 голи у ворота мадридського «Реала» (підсумок — 5:3). Наступного року португальський клуб знову вийшов до фіналу, але поступився «Мілану» 1:2. Єдиний гол за «Бенфіку» забив Еусебіу.

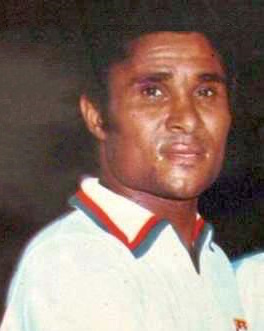
Еусебіу після матчу зі збірною Аргентини 29 червня 1972

Відзначався дуже високою результативністю — багато разів ставав найкращим бомбардиром чемпіонату Португалії. У 1965 році став найкращим голеадором не лише першості Португалії, а й Кубку європейських чемпіонів, а «Бенфіка» знову вийшла до фіналу, де поступилась міланському «Інтеру» 0:1. Європейські спортивні журналісти у кінці того року визнали нападника найкращим футболістом Європи — Еусебіу став першим португальцем, який здобув «Золотий м'яч».
Лінія нападу лісабонської «Бенфіки» у 1960-х роках була однією з найсильніших у світі — поряд з Еусебіу виступали Жозе Торреш, Маріу Колуна, Жозе Ауґушту й Антоніо Сімоеш, які були також основою атаки збірної Португалії. У відборі до ЧС-66 португальці випередили Чехословаччину, віцечемпіона світу. У груповому раунді португальці виграли всі 3 матчі, перемігши сильні команди Бразилії, Угорщини і Болгарії.

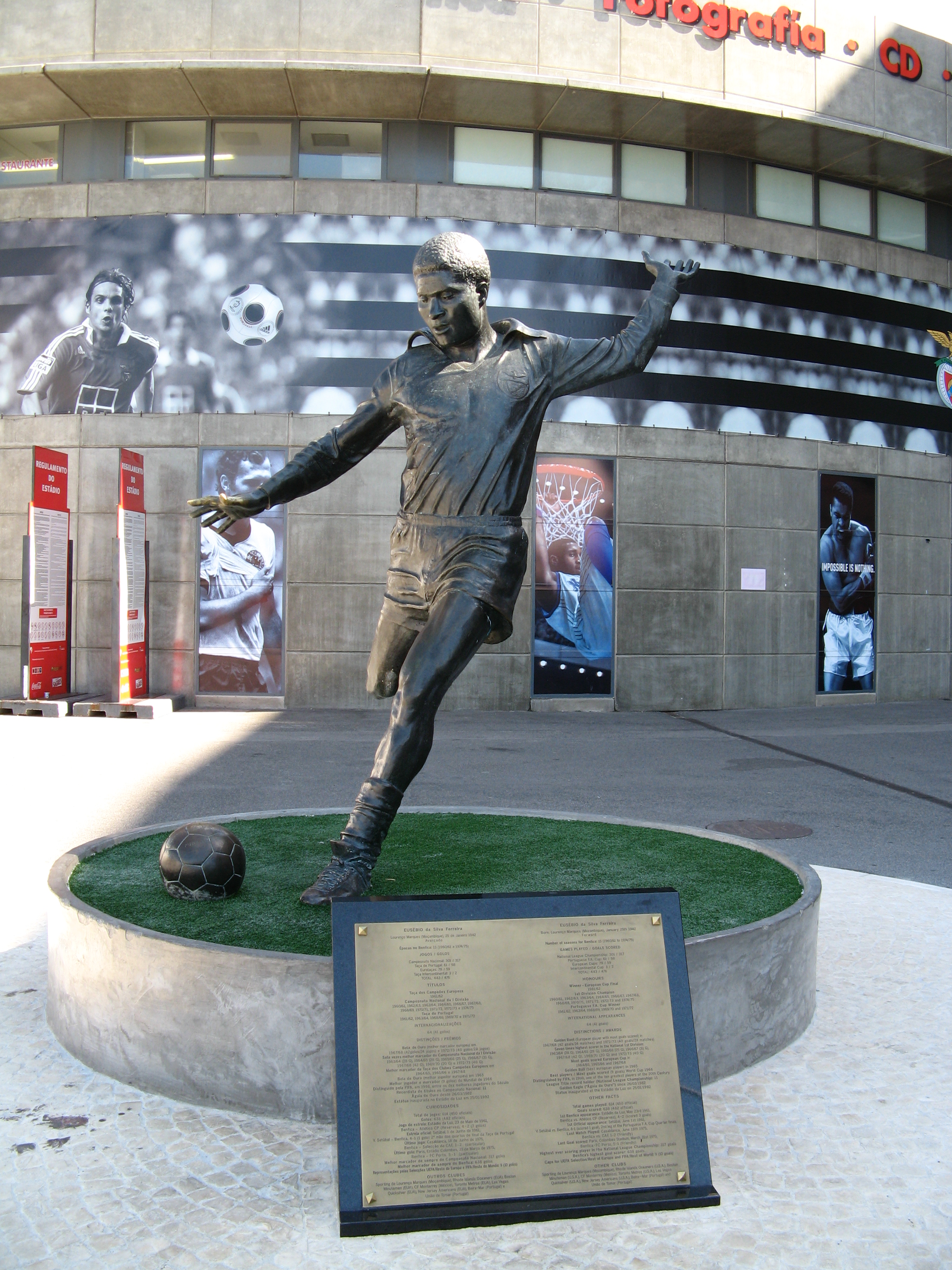
Статуя Еусебіу перед стадіоном «Да Луж»

В 1/4 фіналу Португалія грала з невідомою до того збірною КНДР і вже до 24 хвилини програвала 0:3. Тоді Еусебіу взяв гру на себе і в першому таймі скоротив відставання до 2:3, а у другій половині забив ще 2 м'ячі. За всю історію тільки кільком гравцям вдавалось забити 4 голи в одному матчі чемпіонату світу. Півфінал португальці програли господарям англійцям 1:2, а голи забивали Еусебіу і два — лідер збірної Англії Боббі Чарлтон. Чарлтон став головним суперником Еусебіу під час визначення лауреата «Золотого м'яча» у кінці 1966 року і набрав лише на одне очко більше від португальця (81:80). У матчі за 3 місце Португалія перемогла СРСР, здобувши «бронзу». Це досягнення залишалось найвищим для збірної Португалії на чемпіонатах світу аж до 2006 року. Еусебіу став найкращим бомбардиром чемпіонату, забивши 9 голів.
У 1968 році став першим лауреатом щойноствореного призу «Золотий бутс» для найкращого бомбардира національних першостей у Європі і того ж сезону ще раз вивів свій клуб до фіналу єврокубка, але у вирішальному матчі за КЄЧ «Бенфіка» програла «Манчестер Юнайтед» 1:4. У 1969 році всьоме і востаннє став чемпіоном Португлії у складі «Бенфіки».
Дві серйозні травми коліна протягом 1967—1969 років знизили рівень гри нападника. У 1970 році став переможцем першого опитування на найкращого футболіста Португалії, у 1973 році отримав цю нагороду вдруге. Останній матч у складі «Бенфіки» провів улітку 1975 року. Загалом гравець у складі клубу 11 разів ставав чемпіоном країни, 5 разів здобував Кубок Португалії, двічі — Кубок європейських чемпіонів і тричі виходив до фіналу КЄЧ. 1960-ті роки і досі вважать «золотою ерою» «Бенфіки» завдяки насамперед неповторній грі Еусебіу. Після цього нападник поїхав виступати за клуби Північноамериканської ліги (НАСЛ), що готові були виплачувати високі гонорари футболістам.

### Пізні роки
Американський клуб «Род-Айленд Оушенірс» (англ. Rhode Island Oceaneers) заявив, що готовий підписати контракт із зіркою, але не зміг знайти потрібних для цього коштів, тож Еусебіу вибрав іншу команду зі США — «Бостон Мінутмен». Оскільки чемпіонат у Штатах проводили за системою «весна-осінь», нападник 1975-го провів там лише 7 ігор, забивши 2 м'ячі. Від листопада 1975 року до лютого 1976 року виступав за мексиканську команду «Монтеррей», а на початку 1976 року повернувся до команди НАСЛ «Торонто Метрос-Кроейша» з Канади. Сезон у Торонто став найкращим у заокеанськомку періоді кар'єри португальця — у регулярному чемпіонаті він забив 16 голів у 21 грі, а також здобув титул чемпіона, забивши перший гол у фіналі НАСЛ, який «Мотрос-Кроейша» виграли у «Міннесоти Кікс» з рахунком 3:0. Потім короткий час пограв у команді «Лас-Вегас Квіксілвер» і португальських «Бейра-Мар» (1976/77) та нижчолігового «Уніау де Томар» (II дивізіон, 1977/78). На сезон 1978 підписав контракт із клубом Дивізіону 2 «Нью-Джерсі Амеріканс». 1980 року завершив футбольну кар'єру.

### Стиль гри
Володів величезним набором фінтів, високою технікою, швидкістю і спритністю, одним із його прізвиськ було «європейський Пеле». Добре грав у повітрі, мав сильний і точний удар з різних дистанцій.

### Шана

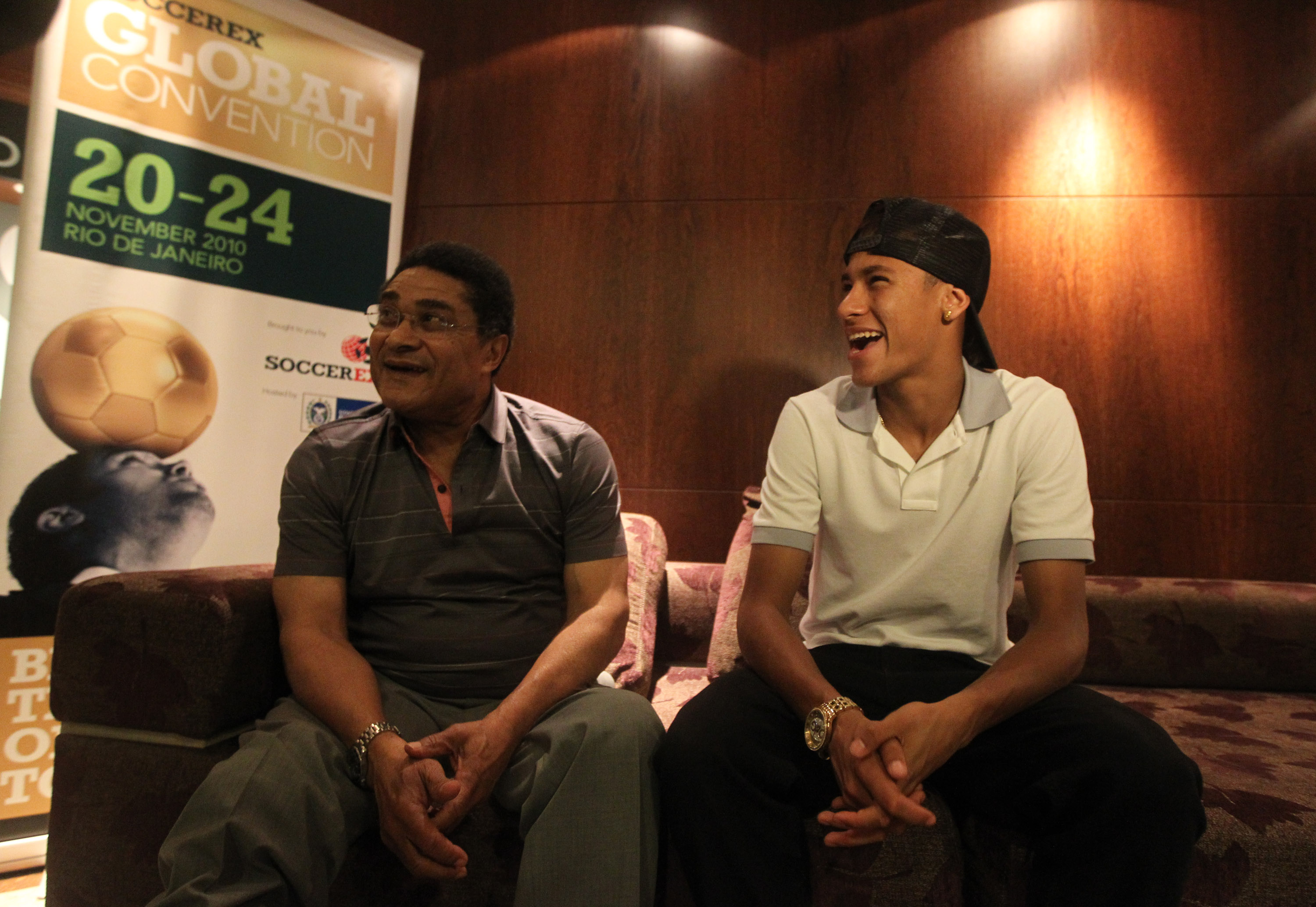
Еусебіу (ліворуч) з Неймаром. 23 листопада 2010 року

У 2000 році Міжнародна федерація футбольної історії і статистики визнала Еусебіу найкращим португальським футболістом XX століття і помістила на 9-те місце у списку найкращих гравців світу XX століття. У 2003 році УЄФА готуючись до свого півстолітнього ювілею, провела опитування, щоб визначити найкращого гравця від кожної європейської країни за останні 50 років. Найсильнішим футболістом Португалії останнього 50-річчя визнано Еусебіу.

## Смерть та похорон
Еусебіу помер у ніч на 5 січня 2014 року на 72-му році життя внаслідок гострої серцевої недостатності. Португальська влада оголосила в країні триденний траур у зв'язку зі смертю футболіста. На всіх державних установах у країні приспустять прапори. Крім того, будуть скасовані різні розважальні заходи, а телебаченню та радіокомпаніям порекомендували прибрати з ефірної сітки розважальні передачі.
Смерть Еусебіу прокоментувало багато політиків, футболістів та тренерів як у Португалії, так і за кордоном. Зокрема, португальський нападник мадридського Реала Кріштіану Роналду назвав Еусебіу вічно живим, а португальський тренер лондонського «Челсі» Жозе Моурінью — одним із найбільших португальців в історії футболу, на рівні Боббі Чарлтона або Пеле. «Футбол втратив легенду», — написав у Твіттері президент ФІФА Зепп Блаттер. «Португалія сьогодні втратила одного з найулюбленіших своїх синів, Еусебіу да Сілва Феррейру. Країна сумує через його смерть», — заявив президент Португалії Анібал Каваку Сілва. У Мозамбіку, на батьківщині футболіста, президент країни Жоакім Чіссану сказав, що особисто він втратив друга. «Португальський футбол втратив одного з найбільших своїх кумирів. Футбол зближав Мозамбік та Португалію, і в Мозамбіку все пишаються Еусебіу».
6 січня процесія з труною Еусебіу, драпірованою в кольори прапора клубу «Бенфіка», проїхала вулицями столиці Португалії, після чого тіло було виставлено на «Ештадіу да Луж», домашній арені рідного клубу покійного. На стадіоні труна простояла всього п'ять хвилин, після чого його провезли по прощального колу, як заповідав сам Еусебіу, винесли та відвезли на катафалку до церкви, де відбулося відспівування. Віддати останні почесті футболістові прийшли десятки тисяч людей. Еусебіу був похований того ж дня на кладовищі Луміар у Лісабоні.

## Статистика виступів

### Статистика клубних виступів
| Сезон                                 | Команда                               | Campionato                            | Campionato | Campionato | Національний кубок | Національний кубок | Національний кубок | Континентальні кубки | Континентальні кубки | Континентальні кубки | Інші змагання | Інші змагання | Інші змагання | Усього за | Усього за |
| Сезон                                 | Команда                               | Comp                                  | Pres       | Голів      | Comp               | Pres               | Голів              | Comp                 | Pres                 | Голів                | Comp          | Pres          | Голів         | Pres      | Голів     |
| ------------------------------------- | ------------------------------------- | ------------------------------------- | ---------- | ---------- | ------------------ | ------------------ | ------------------ | -------------------- | -------------------- | -------------------- | ------------- | ------------- | ------------- | --------- | --------- |
| 1957                                  | «Спортінг» (Лоренсу-Маркеш)           | М                                     | 4          | 9          | —                  | —                  | —                  | —                    | —                    | —                    | —             | —             | —             | 4         | 9         |
| 1958                                  | «Спортінг» (Лоренсу-Маркеш)           | М                                     | 7          | 11         | —                  |                    | —                  | —                    | —                    | —                    | —             | —             | —             | 7         | 11        |
| 1959                                  | «Спортінг» (Лоренсу-Маркеш)           | М                                     | 11         | 21         | —                  | —                  | —                  | —                    | —                    | —                    | —             | —             | —             | 11        | 21        |
| 1960                                  | «Спортінг» (Лоренсу-Маркеш)           | М                                     | 20         | 36         | —                  | —                  | —                  | —                    | —                    | —                    | —             | —             | —             | 20        | 36        |
| Усього за «Спортінг» (Лоренсу-Маркеш) | Усього за «Спортінг» (Лоренсу-Маркеш) | Усього за «Спортінг» (Лоренсу-Маркеш) | 42         | 77         |                    | —                  | —                  |                      | —                    | —                    |               | —             | —             | 42        | 77        |
| 1960—1961                             | «Бенфіка»                             | ПД                                    | 1          | 1          | КП                 | 1                  | 1                  | КЧ                   | 0                    | 0                    | —             | —             | —             | 2         | 2         |
| 1961—1962                             | «Бенфіка»                             | ПД                                    | 17         | 12         | КП                 | 7                  | 11                 | КЧ                   | 6                    | 5                    | МКК           | 1             | 1             | 31        | 29        |
| 1962—1963                             | «Бенфіка»                             | ПД                                    | 24         | 23         | КП                 | 6                  | 8                  | КЧ                   | 7                    | 6                    | МКК           | 2             | 1             | 39        | 38        |
| 1963—1964                             | «Бенфіка»                             | ПД                                    | 19         | 28         | КП                 | 6                  | 14                 | КЧ                   | 3                    | 4                    | —             | —             | —             | 28        | 46        |
| 1964—1965                             | «Бенфіка»                             | ПД                                    | 20         | 28         | КП                 | 7                  | 11                 | КЧ                   | 9                    | 9                    | —             | —             | —             | 36        | 48        |
| 1965—1966                             | «Бенфіка»                             | ПД                                    | 23         | 25         | КП                 | 2                  | 5                  | КЧ                   | 5                    | 7                    | —             | —             | —             | 30        | 37        |
| 1966—1967                             | «Бенфіка»                             | ПД                                    | 26         | 31         | КП                 | 3                  | 7                  | КЯ                   | 4                    | 4                    | —             | —             | —             | 33        | 42        |
| 1967—1968                             | «Бенфіка»                             | ПД                                    | 24         | 42         | КП                 | 2                  | 2                  | КЧ                   | 9                    | 6                    | —             | —             | —             | 35        | 50        |
| 1968—1969                             | «Бенфіка»                             | ПД                                    | 21         | 10         | КП                 | 9                  | 18                 | КЧ                   | 5                    | 1                    | —             | —             | —             | 35        | 29        |
| 1969—1970                             | «Бенфіка»                             | ПД                                    | 22         | 21         | КП                 | 2                  | 1                  | КЧ                   | 4                    | 4                    | —             | —             | —             | 28        | 26        |
| 1970—1971                             | «Бенфіка»                             | ПД                                    | 22         | 19         | КП                 | 7                  | 9                  | КВК                  | 3                    | 7                    | —             | —             | —             | 32        | 35        |
| 1971—1972                             | «Бенфіка»                             | ПД                                    | 24         | 19         | КП                 | 5                  | 8                  | КЧ                   | 8                    | 1                    | —             | —             | —             | 37        | 28        |
| 1972—1973                             | «Бенфіка»                             | ПД                                    | 28         | 40         | КП                 | 1                  | 0                  | КЧ                   | 4                    | 2                    | —             | —             | —             | 33        | 42        |
| 1973—1974                             | «Бенфіка»                             | ПД                                    | 21         | 16         | КП                 | 3                  | 2                  | КЧ                   | 4                    | 1                    | —             | —             | —             | 28        | 19        |
| 1974—1975                             | «Бенфіка»                             | ПД                                    | 9          | 2          | КП                 | 0                  | 0                  | КЧ                   | 4                    | 0                    | —             | —             | —             | 13        | 2         |
| Усього за «Бенфіку»                   | Усього за «Бенфіку»                   | Усього за «Бенфіку»                   | 301        | 317        |                    | 61                 | 97                 |                      | 75                   | 57                   |               | 3             | 2             | 440       | 473       |
| 1975                                  | «Бостон Мінітмен»                     | NASL                                  | 7          | 2          | —                  | —                  | —                  | —                    | —                    | —                    | —             | —             | —             | 7         | 2         |
| 1975—1976                             | «Монтеррей»                           | ПД                                    | 10         | 1          | —                  | —                  | —                  | —                    | —                    | —                    | —             | —             | —             | 10        | 1         |
| 1976                                  | «Торонто Метрос-Кроейша»              | NASL                                  | 25         | 18         | —                  | —                  | —                  | —                    | —                    | —                    | —             | —             | —             | 25        | 18        |
| 1976—1977                             | «Бейра-Мар»                           | ПД                                    | 12         | 3          | —                  | —                  | —                  | —                    | —                    | —                    | —             | —             | —             | 12        | 3         |
| 1977                                  | «Лас-Вегас Квіксілверс»               | NASL                                  | 17         | 2          | —                  | —                  | —                  | —                    | —                    | —                    | —             | —             | —             | 17        | 2         |
| 1977—1978                             | «Уніан ді Томар»                      | 2Д                                    | 12         | 3          | —                  | —                  | —                  | —                    | —                    | —                    | —             | —             | —             | 12        | 3         |
| 1978                                  | «Нью-Джерсі Амеріканс»                | ASL                                   | 4          | 5          | —                  | —                  | —                  | —                    | —                    | —                    | —             | —             | —             | 4         | 5         |
| 1979                                  | «Баффало Стелліонс»                   | MISL                                  | 5          | 1          | —                  | —                  | —                  | —                    | —                    | —                    | —             | —             | —             | 5         | 1         |
| Усього за кар'єру                     | Усього за кар'єру                     | Усього за кар'єру                     | 435        | 429        |                    | 61                 | 97                 |                      | 75                   | 57                   |               | 3             | 2             | 574       | 585       |

### Статистика виступів за збірну
| Дата       | Місто                       | Господарі         | Результат | Гості          | Турнір                       | Голи | Примітки |
| ---------- | --------------------------- | ----------------- | --------- | -------------- | ---------------------------- | ---- | -------- |
| 08-10-1961 | Люксембург                  | Люксембург        | 4 – 2     | Португалія     | Відбір до ЧС 1962            | 1    |          |
| 25-10-1961 | Лондон                      | Англія            | 2 – 0     | Португалія     | Відбір до ЧС 1962            | -    |          |
| 06-05-1962 | Сан-Паулу                   | Бразилія          | 2 – 1     | Португалія     | товариський матч             | -    |          |
| 09-05-1962 | Ріо-де-Жанейро              | Бразилія          | 1 – 0     | Португалія     | товариський матч             | -    |          |
| 17-05-1962 | Лісабон                     | Португалія        | 1 – 2     | Бельгія        | товариський матч             | 1    |          |
| 07-11-1962 | Софія (місто)               | Болгарія          | 3 – 1     | Португалія     | Відбір до ЧЄ 1964            | 1    |          |
| 16-12-1962 | Лісабон                     | Португалія        | 3 – 1     | Болгарія       | Відбір до ЧЄ 1964            | -    |          |
| 21-04-1963 | Лісабон                     | Португалія        | 1 – 0     | Бразилія       | товариський матч             | -    |          |
| 29-04-1964 | Цюрих                       | Швейцарія         | 2 – 3     | Португалія     | товариський матч             | -    |          |
| 03-05-1964 | Брюссель                    | Бельгія           | 1 – 2     | Португалія     | товариський матч             | 1    |          |
| 17-05-1964 | Лісабон                     | Португалія        | 3 – 4     | Англія         | товариський матч             | 1    |          |
| 31-05-1964 | Ріо-де-Жанейро              | Аргентина         | 2 – 0     | Португалія     | Кубок Націй                  | -    |          |
| 04-06-1964 | Сан-Паулу                   | Англія            | 1 – 1     | Португалія     | Кубок Націй                  | -    |          |
| 15-11-1964 | Порту                       | Португалія        | 2 – 1     | Іспанія        | товариський матч             | 2    |          |
| 24-01-1965 | Лісабон                     | Португалія        | 5 – 1     | Туреччина      | Відбір до ЧС 1966            | 3    |          |
| 19-04-1965 | Анкара                      | Туреччина         | 0 – 1     | Португалія     | Відбір до ЧС 1966            | 1    |          |
| 25-04-1965 | Братислава                  | Чехословаччина    | 0 – 1     | Португалія     | Відбір до ЧС 1966            | 1    |          |
| 13-06-1965 | Лісабон                     | Португалія        | 2 – 1     | Румунія        | Відбір до ЧС 1966            | 2    |          |
| 24-06-1965 | Порту                       | Португалія        | 0 – 0     | Бразилія       | товариський матч             | -    |          |
| 31-10-1965 | Порту                       | Португалія        | 0 – 0     | Чехословаччина | Відбір до ЧС 1966            | -    |          |
| 21-11-1965 | Бухарест                    | Румунія           | 2 – 0     | Португалія     | Відбір до ЧС 1966            | -    |          |
| 12-06-1966 | Лісабон                     | Португалія        | 4 – 0     | Норвегія       | товариський матч             | 2    |          |
| 18-06-1966 | Глазго                      | Шотландія         | 0 – 1     | Португалія     | товариський матч             | -    |          |
| 21-06-1966 | Есб'єрг                     | Данія             | 1 – 3     | Португалія     | товариський матч             | 1    |          |
| 26-06-1966 | Лісабон                     | Португалія        | 3 – 0     | Уругвай        | товариський матч             | -    |          |
| 03-07-1966 | Порту                       | Португалія        | 1 – 0     | Румунія        | товариський матч             | -    |          |
| 13-07-1966 | Манчестер                   | Португалія        | 3 – 1     | Угорщина       | ЧС 1966 - 1-й етап           | -    |          |
| 16-07-1966 | Манчестер                   | Португалія        | 3 – 0     | Болгарія       | ЧС 1966 - 1-й етап           | 1    |          |
| 19-07-1966 | Ліверпуль                   | Португалія        | 3 – 1     | Бразилія       | ЧС 1966 - 1-й етап           | 2    |          |
| 23-07-1966 | Ліверпуль                   | Португалія        | 5 – 3     | Північна Корея | ЧС 1966 - чвертьфінал        | 4    |          |
| 26-07-1966 | Лондон                      | Англія            | 2 – 1     | Португалія     | ЧС 1966 - півфінал           | 1    |          |
| 28-07-1966 | Лондон                      | Португалія        | 2 – 1     | СРСР           | ЧС 1966 - матч за 3-тє місце | 1    |          |
| 13-11-1966 | Лісабон                     | Португалія        | 1 – 2     | Швеція         | Відбір до ЧЄ 1968            | -    |          |
| 27-03-1967 | Рим                         | Італія            | 1 – 1     | Португалія     | товариський матч             | 1    |          |
| 01-06-1967 | Стокгольм                   | Швеція            | 1 – 1     | Португалія     | Відбір до ЧЄ 1968            | -    |          |
| 08-06-1967 | Осло                        | Норвегія          | 1 – 2     | Португалія     | Відбір до ЧЄ 1968            | 2    |          |
| 12-11-1967 | Порту                       | Португалія        | 2 – 1     | Норвегія       | Відбір до ЧЄ 1968            | -    |          |
| 26-11-1967 | Софія (місто)               | Болгарія          | 1 – 0     | Португалія     | Відбір до ЧЄ 1968            | -    |          |
| 17-12-1967 | Лісабон                     | Португалія        | 0 – 0     | Болгарія       | Відбір до ЧЄ 1968            | -    |          |
| 27-10-1968 | Лісабон                     | Португалія        | 3 – 0     | Румунія        | Відбір до ЧС 1970            | -    |          |
| 11-12-1968 | Пірей                       | Греція            | 4 – 2     | Португалія     | Відбір до ЧС 1970            | 1    |          |
| 16-04-1969 | Лісабон                     | Португалія        | 0 – 2     | Швейцарія      | Відбір до ЧС 1970            | -    |          |
| 04-05-1969 | Порту                       | Португалія        | 2 – 2     | Греція         | Відбір до ЧС 1970            | 1    |          |
| 12-10-1969 | Бухарест                    | Румунія           | 1 – 0     | Португалія     | Відбір до ЧС 1970            | -    |          |
| 02-11-1969 | Берн                        | Швейцарія         | 1 – 1     | Португалія     | Відбір до ЧС 1970            | 1    |          |
| 14-10-1970 | Копенгаген                  | Данія             | 0 – 1     | Португалія     | Відбір до ЧЄ 1972            | -    |          |
| 17-02-1971 | Брюссель                    | Бельгія           | 3 – 0     | Португалія     | Відбір до ЧЄ 1972            | -    |          |
| 21-04-1971 | Лісабон                     | Португалія        | 2 – 0     | Шотландія      | Відбір до ЧЄ 1972            | 1    |          |
| 12-05-1971 | Порту                       | Португалія        | 5 – 0     | Данія          | Відбір до ЧЄ 1972            | 1    |          |
| 13-10-1971 | Глазго                      | Шотландія         | 2 – 1     | Португалія     | Відбір до ЧЄ 1972            | -    |          |
| 21-11-1971 | Лісабон                     | Португалія        | 1 – 1     | Бельгія        | Відбір до ЧЄ 1972            | -    |          |
| 29-03-1972 | Лісабон                     | Португалія        | 4 – 0     | Кіпр           | Відбір до ЧС 1974            | -    |          |
| 11-06-1972 | Натал (Ріу-Гранді-ду-Норті) | Еквадор           | 0 – 3     | Португалія     | Кубок незалежності Бразилії  | 1    |          |
| 14-06-1972 | Ресіфі                      | Іран              | 0 – 3     | Португалія     | Кубок незалежності Бразилії  | 1    |          |
| 18-06-1972 | Ресіфі                      | Чилі              | 1 – 4     | Португалія     | Кубок незалежності Бразилії  | 1    |          |
| 25-06-1972 | Ресіфі                      | Португалія        | 2 – 1     | Ірландія       | Кубок незалежності Бразилії  | -    |          |
| 29-06-1972 | Ріо-де-Жанейро              | Аргентина         | 1 – 3     | Португалія     | Кубок незалежності Бразилії  | 1    |          |
| 02-07-1972 | Ріо-де-Жанейро              | Уругвай           | 1 – 1     | Португалія     | Кубок незалежності Бразилії  | -    |          |
| 06-07-1972 | Белу-Оризонті               | Португалія        | 1 – 0     | СРСР           | Кубок незалежності Бразилії  | -    |          |
| 09-07-1972 | Ріо-де-Жанейро              | Бразилія          | 1 – 0     | Португалія     | Кубок незалежності Бразилії  | -    |          |
| 03-03-1973 | Париж                       | Франція           | 1 – 2     | Португалія     | товариський матч             | 2    |          |
| 28-03-1973 | Ковентрі                    | Північна Ірландія | 1 – 1     | Португалія     | Відбір до ЧС 1974            | 1    |          |
| 02-05-1973 | Софія (місто)               | Болгарія          | 2 – 1     | Португалія     | Відбір до ЧС 1974            | -    |          |
| 13-10-1973 | Лісабон                     | Португалія        | 2 – 2     | Болгарія       | Відбір до ЧС 1974            | -    |          |
| Усього     |                             | Матчів            | 64        |                | Голів                        | 41   |          |

## Титули та досягнення

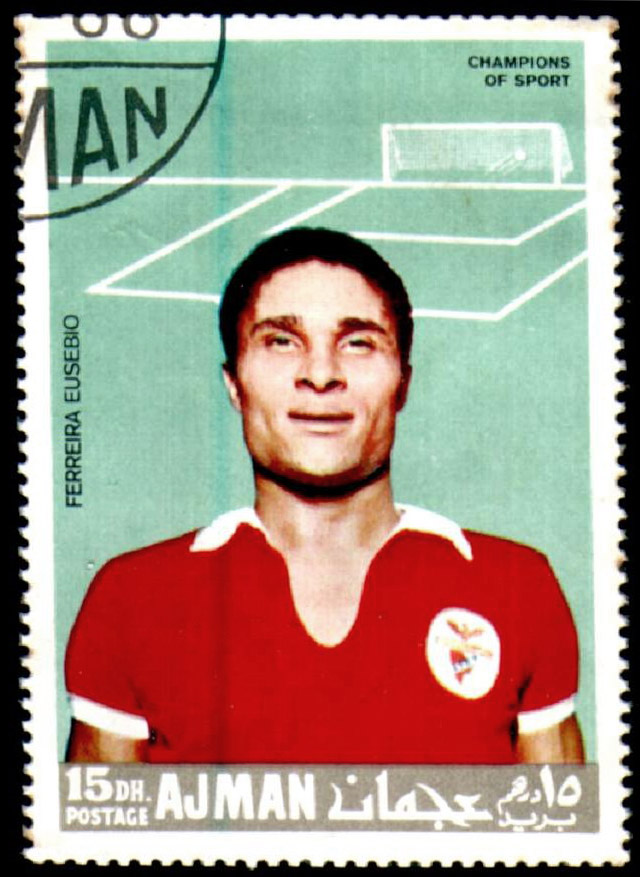
Марка з зображенням Еусебіу, 1968 рік

- Чемпіон Португалії: 1960–1961, 1962–1963, 1963–1964, 1964–1965, 1966–1967, 1967–1968, 1968–1969, 1970–1971, 1971–1972, 1972–1973, 1974–1975
- Кубок Португалії: 1961–1962, 1963–1964, 1968–1969, 1969–1970, 1971–1972
- Футболіст року в Португалії: 1970, 1973
- Кубок європейських чемпіонів: 1960–1961, 1961–1962
  - фіналіст Кубка європейських чемпіонів: 1962–1963, 1964–1965 і 1967–1968
- чемпіон НАСЛ: 1976
- 3-є місце чемпіонату світу: 1966
  - найкращий бомбардир чемпіонату світу: 1966
- «Золотий м'яч»: 1965
- «Золотий бутс»: 1968, 1973
- Найвидатніший португальський футболіст 50-річчя (1954—2003)